# Jean Leblond
Jean Leblond, född 2 juni 1920, död 1996, var en friidrottare från Belgien. Han deltog vid olympiska sommarspelen 1952.